# إيلي لايبر
إيلي ليبر ( 7 أكتوبر 1932 - ) رياضية نمساوية وُلدت في أوسي . برعت في رياضة التزحلق على الجليد بالزلاجات . كانت تنافس في أواخر الخمسينيات. فازت بالميدالية الذهبية في حدث فردي السيدات في 1959 بطولة العالم للزحافات في فيلارد دي لان في فرنسا. فازت أيضًا بميدالية ذهبية في حدث فردي السيدات في بطولة 1956 الأوروبية للزلاجات التي أقيمت في إمست في النمسا.